# Skepter
Skepter is een populairwetenschappelijk tijdschrift van de Nederlandse Stichting Skepsis. Met een sceptische kijk beschrijft het blad buitengewone of omstreden theorieën en methoden zoals alternatieve geneeswijzen, magie en het paranormale. Voorbeelden zijn medische claims in de voetreflexologie, complottheorieën over 9/11, getijdenkrachten, de hype rondom het populaire boek The Secret (2006), vervalste doctoraten van niet-bestaande universiteiten, het "belachelijke" vonnis van een Amsterdamse rechter dat de Vereniging tegen de Kwakzalverij orthomanuele therapeut M. Sickesz geen "kwakzalver" mocht noemen (later teruggedraaid), iriscopie, Bach-bloesemtherapie, ayurveda, AquaDetox, magneettherapie, toegepaste kinesiologie, bioresonantie, acupunctuur en reiki. Daarnaast wordt aandacht besteed aan helderziendheid, parapsychologie, aura's en wichelroedes, maar ook aan Egyptische piramiden, aliens en ufo's.

## Geschiedenis

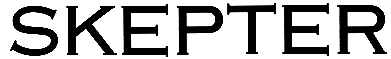
Logo Skepter 1988–2014.

In de eerste uitgave schreef de voorzitter van de Stichting Skepsis, Cornelis de Jager, dat het blad "een nuttige taak kan vervullen bij het verklaren van vele wonderlijk-lijkende zaken, en zo bij het opklaren van bij velen levende misverstanden. Voorlichting van een hopelijk groot publiek is de eerste en belangrijkste taak van ons blad." Van 1988 tot 2002 was Marcel Hulspas hoofdredacteur, daarna verscheen met het aantreden van Rob Nanninga het blad in kleur. Om kosten te besparen, toegankelijkheid te vergroten en productie en distributie te vergemakkelijken, is Skepter sinds 2007 steeds meer geconcentreerd op het internet. In dat jaar werd de frequentie van Skepter gehalveerd van kwartaalblad tot halfjaarlijks blad. Aan de andere kant groeide de inhoud van 20 pagina's per nummer in 1988 tot 48 in 2014. Onder Nanninga's hoofdredacteurschap (2002–2014) nam het aantal abonnees toe van ongeveer 1500 tot 2200.
Na Nanninga's overlijden in mei 2014 volgde wetenschapsjournalist Hans van Maanen hem in december op als hoofdredacteur. Ook de lay-out werd vernieuwd. Het blad verschijnt sinds 2016 weer vier keer per jaar. Sinds september 2017 bestaat de redactie uit hoofdredacteur Hans van Maanen en redacteuren Pepijn van Erp en CSI fellow Jan Willem Nienhuys. De betaalde oplage is meer dan 2300, de totale oplage ligt op 2900.